# Заповідник Анкаса
Заповідник Анкаса розташований на південному заході Гани, приблизно за 365 кілометрів на захід від Аккри, поблизу кордону з Кот-д'Івуаром.

## Географія та навколишнє середовище
Площа парку становить приблизно 500 км² і в основному складається з тропічних вічнозелених дощових лісів. Природоохоронна територія Анкаса — це єдина охоронна територія в Гані, яка розташована у вологому вічнозеленому поясі тропічних лісів.
Річки Анкаса, Ніні та Сухіен проходять через парк і відомі своїми порогами та водоспадами. Ліс має найбільше біологічне різноманіття в Гані з понад 800 видами судинних рослин, 639 видами метеликів і понад 190 видами птахів. Тваринний світ включає слона, бонго, леопарда, західного шимпанзе,  мавпу Діану  та інших приматів. За винятком лісового заповідника, в якому вибірково вирубували дерева до 1976 року, решта заповідної території майже недоторкана.
Заповідник Анкаса разом із національним парком Ніні-Сушієн був визначений BirdLife International як важлива орнітологічна територія (IBA), оскільки тут живуть значні популяції багатьох видів птахів. 
У парку є місця для кемпінгу з навісами, туалетами та водопроводом.

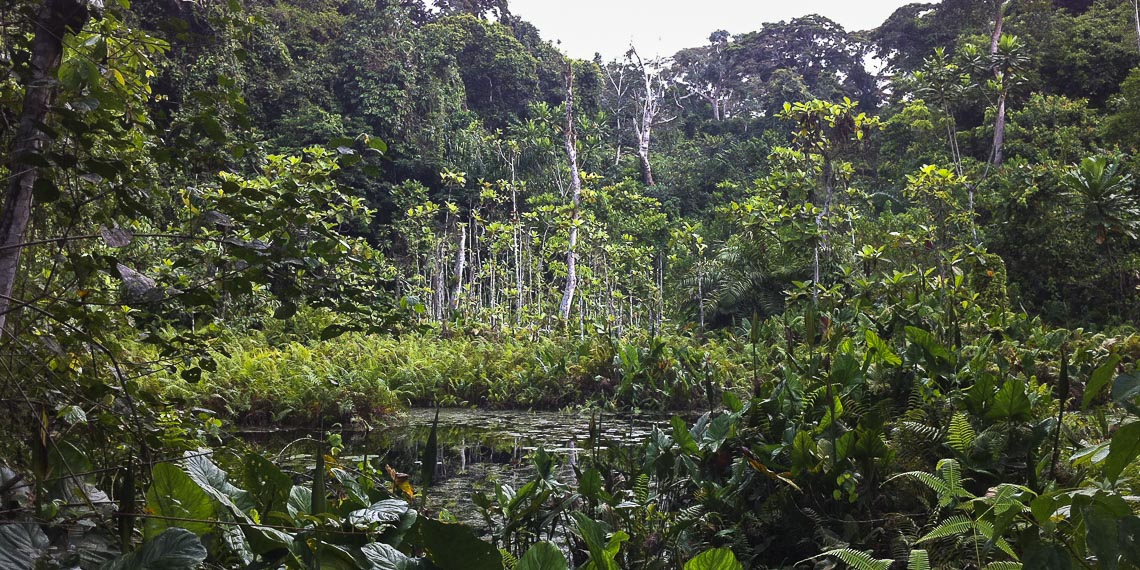
Анкаський ліс